# 奥林匹克运动会男子击剑奖牌得主列表
奥林匹克运动会男子击剑奖牌得主列表列出在奥林匹克运动会击剑比赛男子项目中获得奖牌的运动员。男子击剑自1896年首届现代奥林匹克运动会举办以来一直是正式奥运项目。

## 现有项目

### 花剑个人
| 届数            | 金牌                                | 银牌                                | 铜牌                                           |
| 1896 雅典       | 欧仁-亨利·格拉沃洛特 · 法国（FRA）  | 亨利·卡洛 · 法国（FRA）             | Periklis Pierrakos-Mavromichalis · 希腊（GRE） |
| 1900 巴黎       | 埃米尔·科斯特 · 法国（FRA）         | 亨利·马松 · 法国（FRA）             | 马塞尔·布朗热 · 法国（FRA）                    |
| 1904 圣路易斯   | 拉蒙·丰斯特 · 古巴（CUB）           | 艾伯森·范佐·波斯特 · 美国（USA）    | Charles Tatham · 美国（USA）                   |
| 1908 伦敦       | 该届比赛未设立该项目                | 该届比赛未设立该项目                | 该届比赛未设立该项目                           |
| 1912 斯德哥尔摩 | 内多·纳迪 · 意大利（ITA）           | 彼得罗·斯佩恰莱 · 意大利（ITA）     | Richard Verderber · 奥地利（AUT）              |
| 1920 安特卫普   | 内多·纳迪 · 意大利（ITA）           | 菲利普·卡蒂奥 · 法国（FRA）         | 罗歇·迪克雷 · 法国（FRA）                      |
| 1924 巴黎       | 罗歇·迪克雷 · 法国（FRA）           | 菲利普·卡蒂奥 · 法国（FRA）         | Maurice Van Damme · 比利时（BEL）              |
| 1928 阿姆斯特丹 | 吕西安·戈丹 · 法国（FRA）           | 埃尔温·卡斯米尔 · 德国（GER）       | 朱利奥·高迪尼 · 意大利（ITA）                  |
| 1932 洛杉矶     | 古斯塔沃·马尔齐 · 意大利（ITA）     | Joseph Levis · 美国（USA）          | 朱利奥·高迪尼 · 意大利（ITA）                  |
| 1936 柏林       | 朱利奥·高迪尼 · 意大利（ITA）       | 爱德华·加代尔 · 法国（FRA）         | 乔治·博基诺 · 意大利（ITA）                    |
| 1948 伦敦       | 让·德比昂 · 法国（FRA）             | 克里斯蒂安·多里奥拉 · 法国（FRA）   | 毛斯洛伊·拉约什 · 匈牙利（HUN）                |
| 1952 赫尔辛基   | 克里斯蒂安·多里奥拉 · 法国（FRA）   | 爱德华多·曼贾罗蒂 · 意大利（ITA）   | 曼利奥·迪罗萨 · 意大利（ITA）                  |
| 1956 墨尔本     | 克里斯蒂安·多里奥拉 · 法国（FRA）   | 贾恩卡洛·贝尔加米尼 · 意大利（ITA） | 安东尼奥·斯帕利诺 · 意大利（ITA）              |
| 1960 罗马       | 维克托·日丹诺维奇 · 苏联（URS）     | 尤里·西西金 · 苏联（URS）           | Albert Axelrod · 美国（USA）                   |
| 1964 东京       | 埃贡·弗兰克 · 波兰（POL）           | 让-克洛德·马尼昂 · 法国（FRA）      | 达尼埃尔·勒弗尼 · 法国（FRA）                  |
| 1968 墨西哥城   | 约内尔·德伦伯 · 罗马尼亚（ROU）     | 考穆蒂·耶诺 · 匈牙利（HUN）         | 达尼埃尔·勒弗尼 · 法国（FRA）                  |
| 1972 慕尼黑     | 维托尔德·沃伊达 · 波兰（POL）       | 考穆蒂·耶诺 · 匈牙利（HUN）         | 克里斯蒂安·诺埃尔 · 法国（FRA）                |
| 1976 蒙特利尔   | 法比奥·达尔佐托 · 意大利（ITA）     | 亚历山大·罗曼科夫 · 苏联（URS）     | 贝尔纳·塔尔瓦 · 法国（FRA）                    |
| 1980 莫斯科     | 弗拉基米尔·斯米尔诺夫 · 苏联（URS） | 帕斯卡尔·若利奥 · 法国（FRA）       | 亚历山大·罗曼科夫 · 苏联（URS）                |
| 1984 洛杉矶     | 毛罗·努马 · 意大利（ITA）           | 马蒂亚斯·贝尔 · 西德（FRG）         | 斯特凡诺·切廖尼 · 意大利（ITA）                |
| 1988 汉城       | 斯特凡诺·切廖尼 · 意大利（ITA）     | 乌多·瓦格纳 · 东德（GDR）           | 亚历山大·罗曼科夫 · 苏联（URS）                |
| 1992 巴塞罗那   | 菲利普·翁内斯 · 法国（FRA）         | 谢尔盖·戈卢比茨基 · 独联体（EUN）   | Elvis Gregory · 古巴（CUB）                    |
| 1996 亚特兰大   | 亚历山德罗·普奇尼 · 意大利（ITA）   | 利昂内尔·普吕默纳伊 · 法国（FRA）   | 弗兰克·布瓦丹 · 法国（FRA）                    |
| 2000 悉尼       | 金永浩 · 韩国（KOR）                | 拉尔夫·比斯多夫 · 德国（GER）       | Dmitriy Shevchenko · 俄罗斯（RUS）             |
| 2004 雅典       | 布里斯·居亚尔 · 法国（FRA）         | 萨尔瓦托雷·桑佐 · 意大利（ITA）     | 安德烈亚·卡萨拉 · 意大利（ITA）                |
| 2008 北京       | 本亚明·克莱布林克 · 德国（GER）     | 太田雄贵 · 日本（JPN）              | 萨尔瓦托雷·桑佐 · 意大利（ITA）                |
| 2012 伦敦       | 雷聲 · 中国（CHN）                  | 阿萊爾丁·阿波爾卡西姆 · 埃及（EGY） | 崔秉哲 · 韩国（KOR）                           |
| 2016 里约热内卢 | 達尼埃萊·加羅佐 · 意大利（ITA）     | 亚历山大·马西亚拉斯 · 美国（USA）   | 季穆尔·萨芬 · 俄罗斯（RUS）                    |
| 2020 东京       | 張家朗 · 中国香港（HKG）            | 達尼埃萊·加羅佐 · 意大利（ITA）     | 亞歷山大·秋皮尼奇 · 捷克（CZE）                |
| 2024 巴黎       | 張家朗 · 中国香港（HKG）            | 菲利波·馬治 · 意大利（ITA）         | 尼克·伊特金 · 美国（USA）                      |

### 花剑团体
| 届数            | 金牌 | 银牌 | 铜牌 |
| 1904 圣路易斯   | 混合（ZZX） · 拉蒙·丰斯特 · 艾伯森·范佐·波斯特 · 曼努埃尔·迪亚斯                                                                                      | 美国（USA） · Charles Tatham · Charles Townsend · Arthur Fox                                                                                    | 未颁发 |
| 1908–1912       | 期间未设立该项目 | 期间未设立该项目 | 期间未设立该项目 |
| 1920 安特卫普   | 意大利（ITA） · 阿尔多·纳迪 · 内多·纳迪 · 阿贝拉尔多·奥利维耶 · 彼得罗·斯佩恰莱 · 鲁道夫·泰利齐 · 奥雷斯特·普利蒂 · 托马索·科斯坦蒂诺 · 巴尔多·巴尔迪 | 法国（FRA） · 安德烈·拉巴蒂 · 乔治·特龙贝尔 · 马塞尔·佩罗 · 吕西安·戈丹 · 菲利普·卡蒂奥 · 罗歇·迪克雷 · 加斯东·安松 · Lionel Bony de Castellane | 美国（USA） · Francis Honeycutt · Arthur Lyon · Robert Sears · Henry Breckinridge · Harold Rayner                                                          |
| 1924 巴黎       | 法国（FRA） · 吕西安·戈丹 · 菲利普·卡蒂奥 · 雅克·库特罗 · 罗歇·迪克雷 · 亨利·若比尔 · 安德烈·拉巴蒂 · 居伊·德吕热 · 约瑟夫·佩罗托                     | 比利时（BEL） · Désire Beurain · Charles Crahay · 费尔南·德蒙蒂尼 · Maurice Van Damme · Marcel Berré · Albert de Roocker                        | 匈牙利（HUN） · 拜尔蒂·拉斯洛 · 波什陶·尚多尔 · 申克尔·佐尔坦 · 泰尔斯詹斯基·厄登 · 利希滕埃克特·伊什特万                                                  |
| 1928 阿姆斯特丹 | 意大利（ITA） · 乌戈·皮尼奥蒂 · 朱利奥·高迪尼 · 乔治·佩西纳 · 焦阿基诺·瓜拉尼亚 · 奥雷斯特·普利蒂 · 乔治·基亚瓦奇                                     | 法国（FRA） · 菲利普·卡蒂奥 · 罗歇·迪克雷 · 安德烈·拉巴蒂 · 吕西安·戈丹 · 雷蒙·弗拉谢 · 安德烈·加博里奥                                         | 阿根廷（ARG） · 罗伯托·拉腊斯 · Raul Anganuzzi · Luis Lucchetti · Hector Lucchetti · Carmelo Camet                                                         |
| 1932 洛杉矶     | 法国（FRA） · 爱德华·加代尔 · 勒内·邦杜 · 勒内·布尼奥尔 · 勒内·勒穆瓦纳 · 菲利普·卡蒂奥 · 让·皮奥                                                     | 意大利（ITA） · 朱利奥·高迪尼 · 古斯塔沃·马尔齐 · 乌戈·皮尼奥蒂 · 焦阿基诺·瓜拉尼亚 · 鲁道夫·泰利齐 · 乔治·佩西纳                               | 美国（USA） · George Charles Calnan · Richard Clarke Steere · Joseph Levis · Dernell Every · Hugh Vincent Alessandroni · Frank Righeimer                   |
| 1936 柏林       | 意大利（ITA） · 乔治·博基诺 · 曼利奥·迪罗萨 · 焦阿基诺·瓜拉尼亚 · 奇罗·韦拉蒂 · 朱利奥·高迪尼 · 古斯塔沃·马尔齐                                       | 法国（FRA） · 爱德华·加代尔 · 安德烈·加代尔 · 雅克·库特罗 · 勒内·布尼奥尔 · 勒内·邦杜 · 勒内·勒穆瓦纳                                           | 德国（GER） · Siegfried Lerdon · 奥古斯特·海姆 · 埃尔温·卡斯米尔 · 尤利乌斯·艾泽内克 · 斯特凡·罗森鲍尔 · 奥托·亚当                                         |
| 1948 伦敦       | 法国（FRA） · 阿德里安·罗梅尔 · 克里斯蒂安·多里奥拉 · 安德烈·博南 · 雅克·拉塔斯特 · 让·德比昂 · 勒内·布尼奥尔                                         | 意大利（ITA） · 萨韦里奥·拉尼奥 · 伦佐·诺斯蒂尼 · 曼利奥·迪罗萨 · 乔治·佩利尼 · 爱德华多·曼贾罗蒂 · 朱利亚诺·诺斯蒂尼                           | 比利时（BEL） · André Van De Werve De Vorsselaer · Paul Louis Jean Valcke · Raymond Bru · Georges Camille De Bourgignon · Henri Paternoster · Edouard Yves |
| 1952 赫尔辛基   | 法国（FRA） · 克里斯蒂安·多里奥拉 · 雅克·拉塔斯特 · 让·德比昂 · 克洛德·内特 · 雅克·诺埃尔 · 阿德里安·罗梅尔                                           | 意大利（ITA） · 贾恩卡洛·贝尔加米尼 · 安东尼奥·斯帕利诺 · 曼利奥·迪罗萨 · 乔治·佩利尼 · 爱德华多·曼贾罗蒂 · 伦佐·诺斯蒂尼                       | 匈牙利（HUN） · 保洛茨·安德烈 · 拜尔采伊·蒂博尔 · 蒂利·安德烈 · 盖赖维奇·奥洛达尔 · 沙科维奇·约瑟夫 · 毛斯洛伊·拉约什                                      |
| 1956 墨尔本     | 意大利（ITA） · 维托里奥·卢卡雷利 · 路易吉·卡尔帕内达 · 曼利奥·迪罗萨 · 贾恩卡洛·贝尔加米尼 · 安东尼奥·斯帕利诺 · 爱德华多·曼贾罗蒂                   | 法国（FRA） · 贝尔纳·博杜 · 勒内·夸科 · 克洛德·内特 · 罗歇·克洛塞 · 克里斯蒂安·多里奥拉 · 雅克·拉塔斯特                                         | 匈牙利（HUN） · 绍莫迪·拉约什 · 久里曹·约瑟夫 · 蒂利·安德烈 · 毛罗希·约瑟夫 · 菲勒普·米哈伊 · 沙科维奇·约瑟夫                                              |
| 1960 罗马       | 苏联（URS） · 维克托·日丹诺维奇 · 马克·米德勒 · Yury Rudov · 尤里·西西金 · 格尔曼·斯韦什尼科夫                                                        | 意大利（ITA） · 阿尔贝托·佩莱格里诺 · 路易吉·卡尔帕内达 · 马里奥·库莱托 · 阿尔多·奥雷吉 · 爱德华多·曼贾罗蒂                                     | 德国联队（EUA） · 于尔根·托伊尔考夫 · 蒂姆·格雷斯海姆 · 埃伯哈德·梅尔 · 于尔根·布雷希特                                                                    |
| 1964 东京       | 苏联（URS） · 维克托·日丹诺维奇 · Yury Sharov · 尤里·西西金 · 格尔曼·斯韦什尼科夫 · 马克·米德勒                                                       | 波兰（POL） · 维托尔德·沃伊达 · 兹比格涅夫·斯克鲁德利克 · 理夏德·帕鲁尔斯基 · 埃贡·弗兰克 · 雅努什·鲁日茨基                                     | 法国（FRA） · 雅基·库尔蒂亚 · 让-克洛德·马尼昂 · 克里斯蒂安·诺埃尔 · 达尼埃尔·勒弗尼 · 皮埃尔·罗多卡纳基                                                   |
| 1968 墨西哥城   | 法国（FRA） · 达尼埃尔·勒弗尼 · 吉勒·贝罗拉蒂 · 克里斯蒂安·诺埃尔 · 让-克洛德·马尼昂 · 雅克·迪蒙                                                      | 苏联（URS） · 格尔曼·斯韦什尼科夫 · Yury Sharov · Vasili Stankovich · Viktor Putyatin · 尤里·西西金                                             | 波兰（POL） · 维托尔德·沃伊达 · 兹比格涅夫·斯克鲁德利克 · 理夏德·帕鲁尔斯基 · 埃贡·弗兰克 · 亚当·利塞夫斯基                                                |
| 1972 慕尼黑     | 波兰（POL） · 马雷克·东布罗夫斯基 · 耶日·卡奇马雷克 · 莱赫·科杰约夫斯基 · 维托尔德·沃伊达 · 阿尔卡迪乌什·戈德尔                                       | 苏联（URS） · Vladimir Denisov · Anatoli Kotetsev · Leonid Romanov · Vasili Stankovich · Viktor Putyatin                                        | 法国（FRA） · 让-克洛德·马尼昂 · 克里斯蒂安·诺埃尔 · 达尼埃尔·勒弗尼 · 贝尔纳·塔尔瓦 · 吉勒·贝罗拉蒂                                                       |
| 1976 蒙特利尔   | 西德（FRG） · 马蒂亚斯·贝尔 · 托马斯·巴赫 · 哈拉尔德·海因 · 克劳斯·赖歇特 · 埃尔克·森斯-戈留斯                                                        | 意大利（ITA） · 法比奥·达尔佐托 · 卡洛·蒙塔诺 · 斯特凡诺·西蒙切利 · 乔瓦尼·巴蒂斯塔·科莱蒂 · 阿蒂利奥·卡拉特罗尼                                | 法国（FRA） · 克里斯蒂安·诺埃尔 · 贝尔纳·塔尔瓦 · 迪迪埃·弗拉芒 · 弗雷德里克·彼得鲁斯卡 · 达尼埃尔·勒弗尼                                                  |
| 1980 莫斯科     | 法国（FRA） · 迪迪埃·弗拉芒 · 帕斯卡尔·若利奥 · 布律诺·博舍里 · 菲利普·博南 · 弗雷德里克·彼得鲁斯卡                                                   | 苏联（URS） · 亚历山大·罗曼科夫 · 弗拉基米尔·斯米尔诺夫 · Sarbizhan Ruziev · Ashot Karagian · Vladimir Lapitsky                                 | 波兰（POL） · 亚当·罗巴克 · 博古斯瓦夫·齐赫 · 莱赫·科杰约夫斯基 · 马里安·瑟普涅夫斯基                                                                      |
| 1984 洛杉矶     | 意大利（ITA） · 毛罗·努马 · 安德烈亚·博雷拉 · 斯特凡诺·切廖尼 · 安杰洛·斯库里 · 安德烈亚·奇普雷萨                                                     | 西德（FRG） · 马蒂亚斯·贝尔 · 马蒂亚斯·盖 · 哈拉尔德·海因 · 弗兰克·贝克 · 克劳斯·赖歇特                                                         | 法国（FRA） · 菲利普·翁内斯 · 帕特里克·格罗克 · 弗雷德里克·彼得鲁斯卡 · 帕斯卡尔·若利奥 · Marc Cerboni                                                     |
| 1988 汉城       | 苏联（URS） · Vladimer Aptsiauri · Anvar Ibragimov · Boris Koretsky · Ilgar Mammadov · 亚历山大·罗曼科夫                                              | 西德（FRG） · 马蒂亚斯·贝尔 · 托马斯·恩德雷斯 · 马蒂亚斯·盖 · 乌尔里希·施雷克 · 托尔斯滕·魏德纳                                                 | 匈牙利（HUN） · 布绍·伊什特万 · 埃尔谢克·若尔特 · Róbert Gátai · 塞凯赖什·帕尔 · 塞莱伊·伊什特万                                                           |
| 1992 巴塞罗那   | 德国（GER） · 乌多·瓦格纳 · 乌尔里希·施雷克 · 托尔斯滕·魏德纳 · 亚历山大·科赫 · 英戈·魏森博恩                                                         | 古巴（CUB） · Elvis Gregory · 吉列尔莫·贝当古 · 奥斯卡·加西亚 · 图略·迪亚斯 · 埃梅内希尔多·加西亚                                               | 波兰（POL） · 马里安·瑟普涅夫斯基 · 彼得·凯乌皮科夫斯基 · 亚当·克热辛斯基 · 采扎里·谢斯 · 理夏德·索布恰克                                                  |
| 1996 亚特兰大   | 俄罗斯（RUS） · Dmitriy Shevchenko · Ilgar Mammadov · Vladislav Pavlovich                                                                             | 波兰（POL） · 彼得·凯乌皮科夫斯基 · 亚当·克热辛斯基 · 理夏德·索布恰克 · 雅罗斯瓦夫·罗泽维奇                                                     | 古巴（CUB） · Elvis Gregory · 罗兰多·塔克 · 奥斯卡·加西亚                                                                                                  |
| 2000 悉尼       | 法国（FRA） · 让-诺埃尔·费拉里 · 布里斯·居亚尔 · 帕特里斯·洛泰利耶 · 利昂内尔·普吕默纳伊                                                              | 中国（CHN） · 董兆致 · 王海滨 · 叶冲 | 意大利（ITA） · 达尼埃莱·克罗斯塔 · 加布里埃莱·马尼 · 萨尔瓦托雷·桑佐 · 马泰奥·曾纳罗                                                                      |
| 2004 雅典       | 意大利（ITA） · 安德烈亚·卡萨拉 · 萨尔瓦托雷·桑佐 · 西莫内·万尼                                                                                       | 中国（CHN） · 董兆致 · 王海滨 · 吴汉雄 · 叶冲                                                                                                   | 俄罗斯（RUS） · Renal Ganeev · Youri Moltchan · Rouslan Nassiboulline · Vyacheslav Pozdnyakov                                                              |
| 2008 北京       | 该届比赛未设立该项目 | 该届比赛未设立该项目 | 该届比赛未设立该项目 |
| 2012 伦敦       | 意大利（ITA） · 安德烈亚·巴尔迪尼 · 乔治·阿沃拉 · 安德烈亚·卡萨拉 · 瓦莱里奥·阿斯普罗蒙特                                                             | 日本（JPN） · 三宅諒 · 太田雄贵 · 千田健太 · 淡路卓                                                                                             | 德国（GER） · 彼得·约皮希 · 塞巴斯蒂安·巴赫曼 · 本亚明·克莱布林克 · 安德烈·韦塞尔斯                                                                        |
| 2016 里约热内卢 | 俄罗斯（RUS） · 季穆尔·萨芬 · 阿列克谢·切列米西诺夫 · 阿尔图尔·阿赫马特胡津                                                                           | 法国（FRA） · 恩佐·勒福尔 · 热雷米·卡多 · 埃尔万·勒佩舒 · Jean-Paul Tony Helissey                                                               | 美国（USA） · 迈尔斯·钱利-沃森 · 亚历山大·马西亚拉斯 · 格雷克·迈因哈特 · 雷斯·英博登                                                                       |
| 2020 东京       | 法国（FRA） · 恩佐·勒福尔 · 埃尔万·勒佩舒 · 朱利安·梅尔蒂纳 · 马克西姆·波蒂                                                                           | 俄罗斯奥林匹克委员会（ROC） · 安东·博罗达切夫 · 基里尔·博罗达切夫 · 弗拉季斯拉夫·梅利尼科夫 · 季穆尔·萨芬                                       | 美国（USA） · 雷斯·英博登 · 尼克·伊特金 · 亚历山大·马西亚拉斯 · 格雷克·迈因哈特                                                                            |
| 2024 巴黎       | 日本（JPN） · 松山恭助 · 敷根崇裕 · 饭村一辉 · 永野雄大                                                                                               | 意大利（ITA） · 纪尧姆·比安基 · 菲利波·馬奇 · 托马索·马里尼 · 阿莱西奥·福科尼                                                                   | 法国（FRA） · 马克西米利安·沙塔内 · 马克西姆·波蒂 · 恩佐·勒福尔 · 朱利安·梅尔蒂纳                                                                          |

### 重剑个人
| 届数            | 金牌                                     | 银牌                                    | 铜牌                                     |
| 1900 巴黎       | 拉蒙·丰斯特 · 古巴（CUB）                | 路易·佩雷 · 法国（FRA）                 | 莱昂·塞 · 法国（FRA）                    |
| 1904 圣路易斯   | 拉蒙·丰斯特 · 古巴（CUB）                | Charles Tatham · 美国（USA）            | 艾伯森·范佐·波斯特 · 美国（USA）         |
| 1908 伦敦       | 加斯东·阿利贝尔 · 法国（FRA）            | 亚历山大·李普曼 · 法国（FRA）           | 欧仁·奥利维耶 · 法国（FRA）              |
| 1912 斯德哥尔摩 | 保罗·安斯帕克 · 比利时（BEL）            | Ivan Joseph Martin Osiier · 丹麦（DEN） | Philippe le Hardy · 比利时（BEL）        |
| 1920 安特卫普   | 阿尔芒·马萨尔 · 法国（FRA）              | 亚历山大·李普曼 · 法国（FRA）           | 古斯塔夫·比沙尔 · 法国（FRA）            |
| 1924 巴黎       | 夏尔·德尔波特 · 比利时（BEL）            | 罗歇·迪克雷 · 法国（FRA）               | 尼尔斯·赫尔斯滕 · 瑞典（SWE）            |
| 1928 阿姆斯特丹 | 吕西安·戈丹 · 法国（FRA）                | 乔治·比沙尔 · 法国（FRA）               | George Calnan · 美国（USA）              |
| 1932 洛杉矶     | 贾恩卡洛·科尔纳贾-梅迪奇 · 意大利（ITA） | 乔治·比沙尔 · 法国（FRA）               | 卡洛·阿戈斯托尼 · 意大利（ITA）          |
| 1936 柏林       | 佛朗哥·里卡尔迪 · 意大利（ITA）          | 萨韦里奥·拉尼奥 · 意大利（ITA）         | 贾恩卡洛·科尔纳贾-梅迪奇 · 意大利（ITA） |
| 1948 伦敦       | 路易吉·坎托内 · 意大利（ITA）            | Oswald Zappelli · 瑞士（SUI）           | 爱德华多·曼贾罗蒂 · 意大利（ITA）        |
| 1952 赫尔辛基   | 爱德华多·曼贾罗蒂 · 意大利（ITA）        | 达里奥·曼贾罗蒂 · 意大利（ITA）         | Oswald Zappelli · 瑞士（SUI）            |
| 1956 墨尔本     | 卡洛·帕韦西 · 意大利（ITA）              | 朱塞佩·德尔菲诺 · 意大利（ITA）         | 爱德华多·曼贾罗蒂 · 意大利（ITA）        |
| 1960 罗马       | 朱塞佩·德尔菲诺 · 意大利（ITA）          | 艾伦·杰伊 · 英国（GBR）                 | 布鲁诺·哈巴罗夫斯 · 苏联（URS）          |
| 1964 东京       | 格里戈里·克里斯 · 苏联（URS）            | 比尔·霍斯金斯 · 英国（GBR）             | Guram Kostava · 苏联（URS）              |
| 1968 墨西哥城   | 库尔恰尔·哲泽 · 匈牙利（HUN）            | 格里戈里·克里斯 · 苏联（URS）           | 詹路易吉·萨卡罗 · 意大利（ITA）          |
| 1972 慕尼黑     | 费尼韦希·乔鲍 · 匈牙利（HUN）            | Jacques Ladegaillerie · 法国（FRA）     | 库尔恰尔·哲泽 · 匈牙利（HUN）            |
| 1976 蒙特利尔   | 亚历山大·普施 · 西德（FRG）              | 汉斯-于尔根·黑恩 · 西德（FRG）          | 库尔恰尔·哲泽 · 匈牙利（HUN）            |
| 1980 莫斯科     | 约翰·哈尔门贝里 · 瑞典（SWE）            | 科尔措瑙伊·艾尔诺 · 匈牙利（HUN）       | 菲利普·里布 · 法国（FRA）                |
| 1984 洛杉矶     | 菲利普·布瓦斯 · 法国（FRA）              | Björne Väggö · 瑞典（SWE）              | 菲利普·里布 · 法国（FRA）                |
| 1988 汉城       | 阿恩德·施米特 · 西德（FRG）              | 菲利普·里布 · 法国（FRA）               | 安德烈·舒瓦洛夫 · 苏联（URS）            |
| 1992 巴塞罗那   | 埃里克·斯雷基 · 法国（FRA）              | 帕维尔·科洛布科夫 · 独联体（EUN）       | 让-米歇尔·亨利 · 法国（FRA）             |
| 1996 亚特兰大   | 亚历山大·别克托夫 · 俄罗斯（RUS）        | 伊万·特雷韦霍 · 古巴（CUB）             | 伊姆赖·盖佐 · 匈牙利（HUN）              |
| 2000 悉尼       | 帕维尔·科洛布科夫 · 俄罗斯（RUS）        | 于格·奥布里 · 法国（FRA）               | Lee Sang-ki · 韩国（KOR）                |
| 2004 雅典       | 马塞尔·费希尔 · 瑞士（SUI）              | 王磊 · 中国（CHN）                      | 帕维尔·科洛布科夫 · 俄罗斯（RUS）        |
| 2008 北京       | 马泰奥·塔利亚里奥尔 · 意大利（ITA）      | 法布里斯·让内 · 法国（FRA）             | 何塞·路易斯·阿瓦霍 · 西班牙（ESP）       |
| 2012 伦敦       | 鲁文·利马尔多 · 委内瑞拉（VEN）          | Bartosz Piasecki · 挪威（NOR）          | 郑镇善 · 韩国（KOR）                     |
| 2016 里约热内卢 | 朴相泳 · 韩国（KOR）                     | 伊姆赖·盖佐 · 匈牙利（HUN）             | 戈捷·格吕米耶 · 法国（FRA）              |
| 2020 东京       | 羅曼·卡儂納 · 法国（FRA）                | 希克洛希·蓋爾蓋伊 · 匈牙利（HUN）       | 伊戈爾·雷伊茲林 · 乌克兰（UKR）          |
| 2024 巴黎       | 加纳虹辉 · 日本（JPN）                   | 扬尼克·博雷尔 · 法国（FRA）             | 穆罕默德·赛义德 · 埃及（EGY）            |

### 重剑团体
| 届数            | 金牌 | 银牌 | 铜牌 |
| 1908 伦敦       | 法国（FRA） · 加斯东·阿利贝尔 · 埃尔曼·乔治·贝热 · 夏尔·科利尼翁 · 欧仁·奥利维耶 · 贝尔纳·格拉维耶 · 亚历山大·李普曼 · 让·斯特恩                                                                             | 英国（GBR） · Charles Leaf Daniell · Cecil Haig · Martin Holt · Robert Montgomerie · Martin Holt · Edgar Amphlett                                                      | 比利时（BEL） · 保罗·安斯帕克 · Desire Beaurain · Ferdinand Feyerick · 弗朗索瓦·罗姆 · 费尔南·德蒙蒂尼 · 维克托·威廉斯 · Fernand Bosmans          |
| 1912 斯德哥尔摩 | 比利时（BEL） · 保罗·安斯帕克 · 亨利·安斯帕克 · 罗贝尔·埃内 · 费尔南·德蒙蒂尼 · 雅克·奥克斯 · 弗朗索瓦·罗姆 · 加斯东·萨尔蒙 · 维克托·威廉斯                                                                  | 英国（GBR） · Edgar Seligman · Edgar Amphlett · Robert Montgomerie · Percival Dawson · Arthur Everitt · Sydney Mertineau · Martin Holt ·                               | 荷兰（NED） · Adrianus de Jong · Willem Hubert van Blijenburgh · Jetze Doorman · Leonardus Salomonson · George van Rossem ·                       |
| 1920 安特卫普   | 意大利（ITA） · 阿尔多·纳迪 · 内多·纳迪 · 阿贝拉尔多·奥利维耶 · 乔瓦尼·卡诺瓦 · 迪诺·乌尔巴尼 · 图利奥·博扎 · 安德烈亚·马拉齐 · 安东尼奥·阿洛基奥 · 托马索·科斯坦蒂诺 · 保罗·伊尼亚齐奥·马里亚·塔翁·迪雷韦尔 | 比利时（BEL） · 保罗·安斯帕克 · Léon Tom · Ernest Gevers · Félix Goblet D'aviella · 维克托·布安 · Joseph De Craecker · Philippe Le Hardy de Beaulieu · 费尔南·德蒙蒂尼 | 法国（FRA） · 阿尔芒·马萨尔 · 亚历山大·李普曼 · 古斯塔夫·比沙尔 · 乔治·卡萨诺瓦 · 乔治·特龙贝尔 · 加斯东·安松 · Louis Moreau                      |
| 1924 巴黎       | 法国（FRA） · 吕西安·戈丹 · 乔治·比沙尔 · 罗歇·迪克雷 · 安德烈·拉巴蒂 · 罗贝尔·利奥泰尔 · 亚历山大·李普曼 · 乔治·坦蒂里耶                                                                                    | 比利时（BEL） · 保罗·安斯帕克 · Joseph De Craecker · 夏尔·德尔波特 · 费尔南·德蒙蒂尼 · Ernest Gevers · Léon Tom                                                        | 意大利（ITA） · 朱利奥·巴斯莱塔 · 马尔切洛·贝尔蒂内蒂 · 乔瓦尼·卡诺瓦 · 温琴佐·库恰 · 维尔吉利奥·曼泰加扎 · 奥雷斯特·莫里卡                       |
| 1928 阿姆斯特丹 | 意大利（ITA） · 朱利奥·巴斯莱塔 · 马尔切洛·贝尔蒂内蒂 · 贾恩卡洛·科尔纳贾-梅迪奇 · 卡洛·阿戈斯托尼 · 伦佐·米诺利 · 佛朗哥·里卡尔迪                                                                           | 法国（FRA） · 乔治·比沙尔 · 加斯东·安松 · Émile Cornic · 贝尔纳·施梅茨 · 勒内·巴尔比耶                                                                                 | 葡萄牙（POR） · 保罗·德萨·莱亚尔 · 马里奥·德诺罗尼亚 · 若热·德派瓦 · 弗雷德里科·帕雷德斯 · 若昂·萨塞蒂 · 恩里克·达西尔韦拉                        |
| 1932 洛杉矶     | 法国（FRA） · 费尔南·茹尔当 · 贝尔纳·施梅茨 · 乔治·坦蒂里耶 · 乔治·比沙尔 · 让·皮奥 · 菲利普·卡蒂奥 | 意大利（ITA） · 萨韦里奥·拉尼奥 · 贾恩卡洛·科尔纳贾-梅迪奇 · 佛朗哥·里卡尔迪 · 卡洛·阿戈斯托尼 · 伦佐·米诺利                                                           | 美国（USA） · George Charles Calnan · Gustave Marinius Heiss · Frank Righeimer · Tracy Jaeckel · Curtis Charles Shears · Miguel Angel De Capriles |
| 1936 柏林       | 意大利（ITA） · 阿尔弗雷多·佩扎纳 · 爱德华多·曼贾罗蒂 · 萨韦里奥·拉尼奥 · 贾恩卡洛·科尔纳贾-梅迪奇 · 贾恩卡洛·布鲁萨蒂 · 佛朗哥·里卡尔迪                                                                     | 瑞典（SWE） · 汉斯·德拉肯贝里 · 汉斯·格兰费尔特 · 古斯塔夫·迪尔森 · 古斯塔夫·阿尔姆格伦 · 比耶·塞德林 · 斯文·托费尔特                                                  | 法国（FRA） · 亨利·迪利厄 · 菲利普·卡蒂奥 · 乔治·比沙尔 · 保罗·沃姆泽 · 米歇尔·佩舍 · 贝尔纳·施梅茨                                               |
| 1948 伦敦       | 法国（FRA） · 莫里斯·于埃 · 米歇尔·佩舍 · 马塞尔·德普雷 · 爱德华·阿蒂加 · 亨利·介朗 · 亨利·勒帕热 | 意大利（ITA） · 路易吉·坎托内 · 马尔科·安东尼奥·曼德鲁扎托 · 卡洛·阿戈斯托尼 · 爱德华多·曼贾罗蒂 · 菲奥伦佐·马里尼 · 达里奥·曼贾罗蒂                                   | 瑞典（SWE） · 弗兰克·塞韦尔 · 卡尔·福塞尔 · 本特·永奎斯特 · 斯文·托费尔特 · 佩尔·卡勒松 · 阿尔内·托尔博姆                                         |
| 1952 赫尔辛基   | 意大利（ITA） · 罗伯托·巴塔利亚 · 卡洛·帕韦西 · 佛朗哥·贝尔蒂内蒂 · 朱塞佩·德尔菲诺 · 达里奥·曼贾罗蒂 · 爱德华多·曼贾罗蒂                                                                                    | 瑞典（SWE） · 贝恩特-奥托·雷宾德 · 本特·永奎斯特 · 佩尔·卡勒松 · 卡尔·福塞尔 · 斯文·法尔曼 · 伦纳特·芒努松                                                             | 瑞士（SUI） · Otto Rüfenacht · Paul Meister · Oswald Zappelli · Willy Fitting · Mario Valota · Paul Barth                                         |
| 1956 墨尔本     | 意大利（ITA） · 朱塞佩·德尔菲诺 · 佛朗哥·贝尔蒂内蒂 · 阿尔贝托·佩莱格里诺 · 乔治·安格莱西奥 · 卡洛·帕韦西 · 爱德华多·曼贾罗蒂                                                                                | 匈牙利（HUN） · 雷里希·贝洛 · 纳吉·翁布鲁什 · 拜尔热尼·鲍尔瑙巴什 · 毛罗希·约瑟夫 · 沙科维奇·约瑟夫 · 鲍尔陶扎尔·拉约什                                                | 法国（FRA） · 伊夫·德雷富斯 · 勒内·凯鲁 · 达尼埃尔·达加利耶 · 克洛德·尼贡 · 阿尔芒·穆亚尔                                                         |
| 1960 罗马       | 意大利（ITA） · 朱塞佩·德尔菲诺 · 阿尔贝托·佩莱格里诺 · 卡洛·帕韦西 · 爱德华多·曼贾罗蒂 · 菲奥伦佐·马里尼 · 詹路易吉·萨卡罗                                                                                  | 英国（GBR） · 艾伦·杰伊 · 迈克尔·霍华德 · 约翰·佩林 · 比尔·霍斯金斯 · 雷蒙德·哈里森 · 迈克尔·亚历山大                                                                  | 苏联（URS） · Valentin Chernikov · Guram Kostava · Arnold Chernushevich · 布鲁诺·哈巴罗夫斯 · Aleksandr Pavlovsky                                 |
| 1964 东京       | 匈牙利（HUN） · 巴拉尼·阿帕德 · 加博尔·陶马什 · 考斯·伊什特万 · 库尔恰尔·哲泽 · 奈迈雷·佐尔坦 | 意大利（ITA） · 乔瓦尼·巴蒂斯塔·布雷达 · 朱塞佩·德尔菲诺 · 詹弗兰科·保卢奇 · 阿尔贝托·佩莱格里诺 · 詹路易吉·萨卡罗                                                     | 法国（FRA） · 克洛德·布卡尔 · 克洛德·布罗丹 · 雅克·布罗丹 · 伊夫·德雷富斯 · 雅克·吉泰                                                             |
| 1968 墨西哥城   | 匈牙利（HUN） · 费尼韦希·乔鲍 · 奈迈雷·佐尔坦 · 施米特·帕尔 · 库尔恰尔·哲泽 · B·纳吉·帕尔 | 苏联（URS） · 格里戈里·克里斯 · Iosif Vitebsky · 阿列克谢·尼坎奇科夫 · Yuri Smolyakov · Viktor Modzalevsky                                                             | 波兰（POL） · 博赫丹·安杰耶夫斯基 · 米哈乌·布特凯维奇 · 博赫丹·贡肖尔 · 亨里克·涅拉巴 · 卡齐米日·巴尔布尔斯基                                     |
| 1972 慕尼黑     | 匈牙利（HUN） · 埃尔德什·尚多尔 · 费尼韦希·乔鲍 · 库尔恰尔·哲泽 · 施米特·帕尔 · 欧斯特里奇·伊什特万 | 瑞士（SUI） · Guy Evequoz · Daniel Giger · Christian Kauter · Peter Lötscher · François Suchanecki                                                                     | 苏联（URS） · Viktor Modzalevsky · Sergei Paramonov · Igor Valetov · Georgi Zažitski · 格里戈里·克里斯                                            |
| 1976 蒙特利尔   | 瑞典（SWE） · 卡尔·冯埃森 · 汉斯·雅各布松 · 罗尔夫·埃德林 · 莱夫·赫格斯特伦 · 约兰·弗洛德斯特伦 | 西德（FRG） · 亚历山大·普施 · 汉斯-于尔根·黑恩 · 赖因霍尔德·贝尔 · 福尔克尔·菲舍尔 · 汉斯·雅纳                                                                         | 瑞士（SUI） · François Suchanecki · Michel Poffet · Daniel Giger · Christian Kauter · Jean-Blaise Evequoz                                         |
| 1980 莫斯科     | 法国（FRA） · 菲利普·里布 · 帕特里克·皮科 · 于贝尔·加尔达斯 · 菲利普·布瓦斯 · 米歇尔·萨莱斯 | 波兰（POL） · 彼得·雅布乌科夫斯基 · 安杰伊·利斯 · 莱谢克·斯沃尔诺夫斯基 · 卢多米尔·赫罗诺夫斯基 · 马里乌什·斯恰乌卡                                                    | 苏联（URS） · Ashot Karagian · Boris Lukomsky · Aleksander Abushackmetov · Aleksander Mozhaev · 弗拉基米尔·斯米尔诺夫                             |
| 1984 洛杉矶     | 西德（FRG） · 埃尔马·博尔曼 · 福尔克尔·菲舍尔 · 格哈德·黑尔 · 拉斐尔·尼克尔 · 亚历山大·普施 | 法国（FRA） · 菲利普·布瓦斯 · 让-米歇尔·亨利 · 奥利维耶·朗格莱 · 菲利普·里布 · 米歇尔·萨莱斯                                                                           | 意大利（ITA） · 斯特凡诺·贝洛内 · 山德罗·科莫 · 科西莫·费罗 · 罗伯托·曼齐 · 安杰洛·马佐尼                                                         |
| 1988 汉城       | 法国（FRA） · 弗雷德里克·德尔普拉 · 让-米歇尔·亨利 · 奥利维耶·朗格莱 · 菲利普·里布 · 埃里克·斯雷基 | 西德（FRG） · 埃尔马·博尔曼 · 福尔克尔·菲舍尔 · 托马斯·格鲁尔 · 亚历山大·普施 · 阿恩德·施米特                                                                          | 苏联（URS） · 安德烈·舒瓦洛夫 · 帕维尔·科洛布科夫 · 弗拉基米尔·列兹尼琴科 · Mikhail Tishko · Igor Tikhomirov                                      |
| 1992 巴塞罗那   | 德国（GER） · 埃尔马·博尔曼 · 罗伯特·费利西亚克 · 阿恩德·施米特 · 乌韦·普罗斯克 · 弗拉基米尔·伊斯梅洛维奇·列兹尼琴科                                                                                         | 匈牙利（HUN） · 科瓦奇·伊万 · 库尔恰尔·克里斯蒂安 · 海盖迪什·费伦茨 · 科尔措瑙伊·艾尔诺 · 托托洛·加博尔                                                                | 独联体（EUN） · 帕维尔·科洛布科夫 · 安德烈·舒瓦洛夫 · Sergei Kravchuk · Sergei Kostarev · Valery Zakharevich                                      |
| 1996 亚特兰大   | 意大利（ITA） · 山德罗·科莫 · 安杰洛·马佐尼 · 毛里齐奥·兰达佐 | 俄罗斯（RUS） · 亚历山大·别克托夫 · 帕维尔·科洛布科夫 · Valery Zakharevich                                                                                             | 法国（FRA） · 让-米歇尔·亨利 · 罗贝尔·勒鲁 · 埃里克·斯雷基                                                                                        |
| 2000 悉尼       | 意大利（ITA） · 安杰洛·马佐尼 · 保罗·米拉诺利 · 毛里齐奥·兰达佐 · 阿尔弗雷多·罗塔 | 法国（FRA） · Jean-François di Martino · 于格·奥布里 · 埃里克·斯雷基                                                                                                   | 古巴（CUB） · 内尔松·洛约拉 · 卡洛斯·佩德罗索 · 伊万·特雷韦霍                                                                                     |
| 2004 雅典       | 法国（FRA） · 法布里斯·让内 · 热罗姆·让内 · 于格·奥布里 · 埃里克·布瓦斯 | 匈牙利（HUN） · 博茨科·加博尔 · 库尔恰尔·克里斯蒂安 · 科瓦奇·伊万 · 伊姆赖·盖佐                                                                                        | 德国（GER） · 斯文·施密德 · 约尔格·菲德勒 · 丹尼尔·施特里格尔                                                                                     |
| 2008 北京       | 法国（FRA） · 热罗姆·让内 · 法布里斯·让内 · 于尔里克·罗贝里 | 波兰（POL） · 罗伯特·安杰尤克 · 托马什·莫蒂卡 · 亚当·维尔乔赫 · 拉多斯瓦夫·扎夫罗特尼亚克                                                                              | 意大利（ITA） · 斯特凡诺·卡罗佐 · 迭戈·孔法洛涅里 · 阿尔弗雷多·罗塔 · 马泰奥·塔利亚里奥尔                                                         |
| 2012 伦敦       | 该届比赛未设立该项目 | 该届比赛未设立该项目 | 该届比赛未设立该项目 |
| 2016 里约热内卢 | 法国（FRA） · 戈捷·格吕米耶 · 扬尼克·博雷尔 · 达尼埃尔·热朗 · 让-米歇尔·吕塞奈 | 意大利（ITA） · 恩里科·加罗佐 · 马尔科·菲凯拉 · 保罗·皮佐 · 安德烈亚·桑塔雷利                                                                                          | 匈牙利（HUN） · 伊姆赖·盖佐 · 博茨科·加博尔 · 雷德利·翁德拉什 · 绍姆福伊·彼得                                                                     |
| 2020 东京       | 日本（JPN） · 加纳虹辉 · 见延和靖 · 山田优 · 宇山贤 | 俄罗斯奥林匹克委员会（ROC） · 谢尔盖·比达 · 谢尔盖·霍多斯 · 帕維爾·蘇霍夫 · 尼基塔·格拉兹科夫                                                                          | 韩国（KOR） · 朴相泳 · 马世健 · 宋在淏 · 权永晙                                                                                                   |
| 2024 巴黎       | 匈牙利（HUN） · 科赫·马泰·陶马什 · 翁德拉什菲·蒂博尔 · 希克洛希·盖尔盖伊 · 纳吉·达维德 | 日本（JPN） · 古俣圣 · 加纳虹辉 · 山田优 (击剑运动员) · 见延和靖 | 捷克（CZE） · 伊日·贝兰 · 雅各布·尤尔卡 · 马丁·鲁贝什 · 米哈尔·丘普尔                                                                             |

### 佩剑个人
| 届数            | 金牌                                        | 银牌                                | 铜牌                                         |
| 1896 雅典       | 扬尼斯·乔治亚迪斯 · 希腊（GRE）             | Telemachos Karakalos · 希腊（GRE）  | Holger Nielsen · 丹麦（DEN）                 |
| 1900 巴黎       | 乔治·德拉法莱兹 · 法国（FRA）               | 莱昂·蒂埃博 · 法国（FRA）           | 西格弗里德·弗莱施 · 奥地利（AUT）            |
| 1904 圣路易斯   | 曼努埃尔·迪亚斯 · 古巴（CUB）               | William Grebe · 美国（USA）         | 艾伯森·范佐·波斯特 · 美国（USA）             |
| 1908 伦敦       | 富克斯·耶诺 · 匈牙利（HUN）                 | 祖洛夫斯基·贝洛 · 匈牙利（HUN）     | Vilém Goppold von Lobsdorf · 波希米亚（BOH） |
| 1912 斯德哥尔摩 | 富克斯·耶诺 · 匈牙利（HUN）                 | 贝凯希·贝洛 · 匈牙利（HUN）         | 梅萨罗什·埃尔温 · 匈牙利（HUN）              |
| 1920 安特卫普   | 内多·纳迪 · 意大利（ITA）                   | 阿尔多·纳迪 · 意大利（ITA）         | Adrianus de Jong · 荷兰（NED）               |
| 1924 巴黎       | 波什陶·尚多尔 · 匈牙利（HUN）               | 罗歇·迪克雷 · 法国（FRA）           | 高劳伊·亚诺什 · 匈牙利（HUN）                |
| 1928 阿姆斯特丹 | 泰尔斯詹斯基·厄登 · 匈牙利（HUN）           | 派奇绍尔·奥蒂洛 · 匈牙利（HUN）     | 比诺·比尼 · 意大利（ITA）                    |
| 1932 洛杉矶     | 皮莱尔·哲尔吉 · 匈牙利（HUN）               | 朱利奥·高迪尼 · 意大利（ITA）       | 考博什·安德烈 · 匈牙利（HUN）                |
| 1936 柏林       | 考博什·安德烈 · 匈牙利（HUN）               | 古斯塔沃·马尔齐 · 意大利（ITA）     | 盖赖维奇·奥洛达尔 · 匈牙利（HUN）            |
| 1948 伦敦       | 盖赖维奇·奥洛达尔 · 匈牙利（HUN）           | 温琴佐·平通 · 意大利（ITA）         | 科瓦奇·帕尔 · 匈牙利（HUN）                  |
| 1952 赫尔辛基   | 科瓦奇·帕尔 · 匈牙利（HUN）                 | 盖赖维奇·奥洛达尔 · 匈牙利（HUN）   | 拜尔采伊·蒂博尔 · 匈牙利（HUN）              |
| 1956 墨尔本     | 卡尔帕蒂·鲁道夫 · 匈牙利（HUN）             | 耶日·帕夫沃夫斯基 · 波兰（POL）     | Lev Kuznetsov · 苏联（URS）                  |
| 1960 罗马       | 卡尔帕蒂·鲁道夫 · 匈牙利（HUN）             | 霍瓦特·佐尔坦 · 匈牙利（HUN）       | 弗拉迪米罗·卡拉雷塞 · 意大利（ITA）          |
| 1964 东京       | 佩饶·蒂博尔 · 匈牙利（HUN）                 | Claude Arabo · 法国（FRA）          | 乌米亚尔·马夫利哈诺夫 · 苏联（URS）          |
| 1968 墨西哥城   | 耶日·帕夫沃夫斯基 · 波兰（POL）             | 马克·拉基塔 · 苏联（URS）           | 佩饶·蒂博尔 · 匈牙利（HUN）                  |
| 1972 慕尼黑     | 维克托·西佳科 · 苏联（URS）                 | 毛罗特·彼得 · 匈牙利（HUN）         | 弗拉基米尔·纳兹利莫夫 · 苏联（URS）          |
| 1976 蒙特利尔   | 维克托·克罗沃普斯科夫 · 苏联（URS）         | 弗拉基米尔·纳兹利莫夫 · 苏联（URS） | 维克托·西佳科 · 苏联（URS）                  |
| 1980 莫斯科     | 维克托·克罗沃普斯科夫 · 苏联（URS）         | 米哈伊尔·布尔采夫 · 苏联（URS）     | 盖德瓦里·伊姆赖 · 匈牙利（HUN）              |
| 1984 洛杉矶     | 让-弗朗索瓦·拉穆尔 · 法国（FRA）            | 马尔科·马林 · 意大利（ITA）         | Peter Westbrook · 美国（USA）                |
| 1988 汉城       | 让-弗朗索瓦·拉穆尔 · 法国（FRA）            | 雅努什·奥莱赫 · 波兰（POL）         | 乔瓦尼·斯卡尔佐 · 意大利（ITA）              |
| 1992 巴塞罗那   | 绍博·本采 · 匈牙利（HUN）                   | 马尔科·马林 · 意大利（ITA）         | 让-弗朗索瓦·拉穆尔 · 法国（FRA）             |
| 1996 亚特兰大   | 斯坦尼斯拉夫·波兹德尼亚科夫 · 俄罗斯（RUS） | 谢尔盖·沙里科夫 · 俄罗斯（RUS）     | 达米安·图亚 · 法国（FRA）                    |
| 2000 悉尼       | 米哈伊·科瓦柳 · 罗马尼亚（ROU）             | 马蒂厄·古尔丹 · 法国（FRA）         | Wiradech Kothny · 德国（GER）                |
| 2004 雅典       | 阿尔多·蒙塔诺 · 意大利（ITA）               | 奈姆奇克·若尔特 · 匈牙利（HUN）     | Vladyslav Tretiak · 乌克兰（UKR）            |
| 2008 北京       | 仲满 · 中国（CHN）                          | 尼古拉·洛佩 · 法国（FRA）           | 米哈伊·科瓦柳 · 罗马尼亚（ROU）              |
| 2012 伦敦       | 西拉吉·阿龙 · 匈牙利（HUN）                 | 迭戈·奥基乌齐 · 意大利（ITA）       | 尼古拉·科瓦廖夫 · 俄罗斯（RUS）              |
| 2016 里约热内卢 | 西拉吉·阿龙 · 匈牙利（HUN）                 | 达里尔·霍默 · 美国（USA）           | 金政焕 · 韩国（KOR）                         |
| 2020 东京       | 西拉吉·阿龙 · 匈牙利（HUN）                 | 路易吉·薩梅萊 · 意大利（ITA）       | 金政焕 · 韩国（KOR）                         |
| 2024 巴黎       | 吴尚旭 · 韩国（KOR）                        | 法里斯·费尔贾尼 · 突尼斯（TUN）     | 路易吉·薩梅萊 · 意大利（ITA）                |

### 佩剑团体
| 届数            | 金牌 | 银牌 | 铜牌 |
| 1908 伦敦       | 匈牙利（HUN） · 富克斯·耶诺 · 盖尔代·奥斯卡 · 托特·彼得 · 韦克纳·拉约什 · 弗尔代什·德热                                                               | 意大利（ITA） · 马尔切洛·贝尔蒂内蒂 · 里卡尔多·诺瓦克 · 阿贝拉尔多·奥利维耶 · 亚历山德罗·皮尔齐奥·比罗利 · 桑特·切凯里尼                          | 波希米亚（BOH） · 弗拉斯季米尔·拉达-萨扎夫斯基 · Vilém Goppold von Lobsdorf · 贝德日赫·谢巴尔 · 雅罗斯拉夫·图切克 · 奥塔卡尔·拉达                       |
| 1912 斯德哥尔摩 | 匈牙利（HUN） · 富克斯·耶诺 · 拜尔蒂·拉斯洛 · 梅萨罗什·埃尔温 · 弗尔代什·德热 · 盖尔代·奥斯卡 · 申克尔·佐尔坦 · 托特·彼得 · 韦克纳·拉约什             | 奥地利（AUT） · Richard Verderber · 奥托·赫施曼 · Rudolf Cvetko · Friedrich Golling · 安德烈亚斯·祖特纳 · Albert Bogen · 赖因霍尔德·特兰普勒 ·    | 荷兰（NED） · Willem Hubert van Blijenburgh · George van Rossem · Adrianus de Jong · Jetze Doorman · Dirk Scalongne · Hendrik de Iongh                  |
| 1920 安特卫普   | 意大利（ITA） · 阿尔多·纳迪 · 内多·纳迪 · 弗朗切斯科·加尔加诺 · 奥雷斯特·普利蒂 · 乔治·圣泰利 · 迪诺·乌尔巴尼 · 巴尔多·巴尔迪                         | 法国（FRA） · Jean Margraff · 马克·佩罗东 · Henri de Saint Germain · 乔治·特龙贝尔 · 吕西安·戈丹                                                  | 荷兰（NED） · Jan Van Der Wiel · Adrianus de Jong · Jetze Doorman · Willem Hubert van Blijenburgh · Louis Delaunoy · Salomon Zeldenrust                 |
| 1924 巴黎       | 意大利（ITA） · 雷纳托·安塞尔米 · 圭多·巴尔扎里尼 · 马尔切洛·贝尔蒂内蒂 · 比诺·比尼 · 温琴佐·库恰 · 奥雷斯特·莫里卡 · 奥雷斯特·普利蒂 · 朱利奥·萨罗基 | 匈牙利（HUN） · 拜尔蒂·拉斯洛 · 高劳伊·亚诺什 · 波什陶·尚多尔 · 拉迪·约瑟夫 · 申克尔·佐尔坦 · 塞奇·拉斯洛 · 泰尔斯詹斯基·厄登 · 乌赫利亚里克·耶诺 | 荷兰（NED） · Adrianus de Jong · Jetze Doorman · Hendrik Scherpenhuyzen · Jan Van Der Wiel · Maarten Hendrik Van Dulm · Henri Jacob Wynoldy-Daniels     |
| 1928 阿姆斯特丹 | 匈牙利（HUN） · 泰尔斯詹斯基·厄登 · 高劳伊·亚诺什 · 派奇绍尔·奥蒂洛 · 拉迪·约瑟夫 · 贡博什·尚多尔 · 格伊凯什·久洛                                     | 意大利（ITA） · 比诺·比尼 · 奥雷斯特·普利蒂 · 朱利奥·萨罗基 · 雷纳托·安塞尔米 · 埃米利奥·萨拉菲亚 · 古斯塔沃·马尔齐                               | 波兰（POL） · 亚当·帕佩 · 塔德乌什·弗里德里赫 · 卡齐米日·拉斯科夫斯基 · 瓦迪斯瓦夫·塞格达 · 亚历山大·马韦茨基 · 耶日·扎别尔斯基                         |
| 1932 洛杉矶     | 匈牙利（HUN） · 考博什·安德烈 · 派奇绍尔·奥蒂洛 · 纳吉·艾尔诺 · 格伊凯什·久洛 · 皮莱尔·哲尔吉 · 盖赖维奇·奥洛达尔 ·                                   | 意大利（ITA） · 古斯塔沃·马尔齐 · 朱利奥·高迪尼 · 雷纳托·安塞尔米 · 埃米利奥·萨拉菲亚 · 阿尔图罗·德韦基 · 乌戈·皮尼奥蒂                           | 波兰（POL） · 塔德乌什·弗里德里赫 · 马里安·苏斯基 · 瓦迪斯瓦夫·多布罗沃尔斯基 · 瓦迪斯瓦夫·塞格达 · 莱谢克·卢比奇-内奇 · 亚当·帕佩                      |
| 1936 柏林       | 匈牙利（HUN） · 科瓦奇·帕尔 · 拜尔采伊·蒂博尔 · 劳伊齐·伊姆赖 · 盖赖维奇·奥洛达尔 · 考博什·安德烈 · 劳伊恰尼·拉斯洛                                   | 意大利（ITA） · 温琴佐·平通 · 阿尔多·马肖塔 · 阿托斯·坦齐尼 · 阿尔多·蒙塔诺 · 古斯塔沃·马尔齐 · 朱利奥·高迪尼                                     | 德国（GER） · 汉斯-格奥尔格·约尔格 · 尤利乌斯·艾泽内克 · 奥古斯特·海姆 · 埃尔温·卡斯米尔 · 里夏德·瓦尔 · 汉斯·埃塞尔                                    |
| 1948 伦敦       | 匈牙利（HUN） · 劳伊恰尼·拉斯洛 · 保普·拜尔陶隆 · 盖赖维奇·奥洛达尔 · 拜尔采伊·蒂博尔 · 卡尔帕蒂·鲁道夫 · 科瓦奇·帕尔                                 | 意大利（ITA） · 卡洛·图尔卡托 · 加斯托内·达雷 · 温琴佐·平通 · 毛罗·拉卡 · 伦佐·诺斯蒂尼 · 阿尔多·蒙塔诺                                           | 美国（USA） · Miguel Angel De Capriles · Norman Cohn-Armitage · George Vitez Worth · Dean Victor Cetrulo · James Hummitzsch Flynn · Tibor Andrew Nyilas |
| 1952 赫尔辛基   | 匈牙利（HUN） · 保普·拜尔陶隆 · 劳伊恰尼·拉斯洛 · 卡尔帕蒂·鲁道夫 · 拜尔采伊·蒂博尔 · 盖赖维奇·奥洛达尔 · 科瓦奇·帕尔                                 | 意大利（ITA） · 乔治·佩利尼 · 温琴佐·平通 · 伦佐·诺斯蒂尼 · 毛罗·拉卡 · 加斯托内·达雷 · 罗伯托·费拉里                                             | 法国（FRA） · 莫里斯·皮奥 · 雅克·勒菲弗 · 贝尔纳·莫雷尔 · Jean Laroyenne · 让-弗朗索瓦·图尔农 · 让·勒瓦瓦瑟尔                                           |
| 1956 墨尔本     | 匈牙利（HUN） · 凯赖斯泰什·奥蒂洛 · 盖赖维奇·奥洛达尔 · 卡尔帕蒂·鲁道夫 · 哈莫里·耶诺 · 科瓦奇·帕尔 · 毛高伊·达尼埃尔                                 | 波兰（POL） · 齐格蒙特·帕夫拉斯 · 耶日·帕夫沃夫斯基 · 沃伊切赫·扎布沃茨基 · 安杰伊·皮翁特科夫斯基 · 马里安·库谢夫斯基 · 理夏德·祖布               | 苏联（URS） · 雅科夫·雷尔斯基 · David Tyshler · Lev Kuznetsov · Yevgeny Cherepovsky · Leonid Bogdanov                                                   |
| 1960 罗马       | 匈牙利（HUN） · 门代莱尼·陶马什 · 卡尔帕蒂·鲁道夫 · 科瓦奇·帕尔 · 霍瓦特·佐尔坦 · 德尔奈基·加博尔 · 盖赖维奇·奥洛达尔                                 | 波兰（POL） · 安杰伊·皮翁特科夫斯基 · 埃米尔·奥黑拉 · 沃伊切赫·扎布沃茨基 · 耶日·帕夫沃夫斯基 · 理夏德·祖布 · 马里安·库谢夫斯基                   | 意大利（ITA） · 弗拉迪米罗·卡拉雷塞 · 詹保罗·卡兰基尼 · 皮耶路易吉·基卡 · 罗伯托·费拉里 · 马里奥·拉瓦尼安                                               |
| 1964 东京       | 苏联（URS） · 鲍里斯·梅利尼科夫 · 努格扎尔·阿萨季阿尼 · 马克·拉基塔 · 雅科夫·雷尔斯基 · 乌米亚尔·马夫利哈诺夫                                         | 意大利（ITA） · 詹保罗·卡兰基尼 · 弗拉迪米罗·卡拉雷塞 · 皮耶路易吉·基卡 · 马里奥·拉瓦尼安 · 切萨雷·萨尔瓦多里                                     | 波兰（POL） · 埃米尔·奥黑拉 · 耶日·帕夫沃夫斯基 · 理夏德·祖布 · 安杰伊·皮翁特科夫斯基 · 沃伊切赫·扎布沃茨基                                             |
| 1968 墨西哥城   | 苏联（URS） · 弗拉基米尔·纳兹利莫夫 · 维克托·西佳科 · 爱德华·维诺库罗夫 · 马克·拉基塔 · 乌米亚尔·马夫利哈诺夫                                         | 意大利（ITA） · 弗拉迪米罗·卡拉雷塞 · 米凯莱·马费伊 · 切萨雷·萨尔瓦多里 · 皮耶路易吉·基卡 · 罗兰多·里戈利                                         | 匈牙利（HUN） · 科瓦奇·陶马什 · 卡尔马尔·亚诺什 · 鲍科尼·彼得 · Miklós Meszéna · 佩饶·蒂博尔                                                            |
| 1972 慕尼黑     | 意大利（ITA） · 米凯莱·马费伊 · 马里奥·阿尔多·蒙塔诺 · 马里奥·图利奥·蒙塔诺 · 罗兰多·里戈利 · 切萨雷·萨尔瓦多里                                       | 苏联（URS） · Viktor Bashenov · 弗拉基米尔·纳兹利莫夫 · 维克托·西佳科 · 爱德华·维诺库罗夫 · 马克·拉基塔                                           | 匈牙利（HUN） · 盖赖维奇·帕尔 · 科瓦奇·陶马什 · 毛罗特·彼得 · 佩饶·蒂博尔 · 鲍科尼·彼得                                                                 |
| 1976 蒙特利尔   | 苏联（URS） · 维克托·克罗沃普斯科夫 · 爱德华·维诺库罗夫 · 维克托·西佳科 · 弗拉基米尔·纳兹利莫夫 · 米哈伊尔·布尔采夫                                   | 意大利（ITA） · 马里奥·阿尔多·蒙塔诺 · 米凯莱·马费伊 · 安杰洛·阿尔奇迪亚科诺 · 托马索·蒙塔诺 · 马里奥·图利奥·蒙塔诺                               | 罗马尼亚（ROU） · 达恩·伊里米丘克 · 伊万·波普 · 马林·穆斯塔策 · 科尔内尔·马林 · 亚历山德鲁·尼尔卡                                                       |
| 1980 莫斯科     | 苏联（URS） · 米哈伊尔·布尔采夫 · 维克托·克罗沃普斯科夫 · 维克托·西佳科 · 弗拉基米尔·纳兹利莫夫                                                       | 意大利（ITA） · 米凯莱·马费伊 · 马里奥·阿尔多·蒙塔诺 · 马尔科·罗马诺 · 费迪南多·梅利奥                                                            | 匈牙利（HUN） · 盖德瓦里·伊姆赖 · Rudolf Nébald · 盖赖维奇·帕尔 · 豪蒙格·费伦茨 · 内鲍尔德·哲尔吉                                                       |
| 1984 洛杉矶     | 意大利（ITA） · 马尔科·马林 · 詹弗兰科·达拉·巴尔巴 · 乔瓦尼·斯卡尔佐 · 费迪南多·梅利奥 · 安杰洛·阿尔奇迪亚科诺                                        | 法国（FRA） · 让-弗朗索瓦·拉穆尔 · 皮埃尔·吉绍 · Hervé Granger-Veyron · 菲利普·德尔里厄 · 弗兰克·迪谢                                             | 罗马尼亚（ROU） · 马林·穆斯塔策 · 伊万·波普 · 亚历山德鲁·基库利策 · 科尔内尔·马林 · 绍博·维尔莫什                                                       |
| 1988 汉城       | 匈牙利（HUN） · 布伊多绍·伊姆赖 · 琼格拉迪·拉斯洛 · 盖德瓦里·伊姆赖 · 内鲍尔德·哲尔吉 · 绍博·本采                                                     | 苏联（URS） · Andrei Alshan · 米哈伊尔·布尔采夫 · Sergei Koryakin · 谢尔盖·明迪尔加索夫 · 格奥尔基·波戈索夫                                       | 意大利（ITA） · 马西莫·卡瓦列雷 · 詹弗兰科·达拉·巴尔巴 · 马尔科·马林 · 费迪南多·梅利奥 · 乔瓦尼·斯卡尔佐                                                |
| 1992 巴塞罗那   | 独联体（EUN） · 格里戈里·基里延科 · 亚历山大·希尔绍夫 · 格奥尔基·波戈索夫 · 瓦季姆·古泽特 · 斯坦尼斯拉夫·波兹德尼亚科夫                               | 匈牙利（HUN） · 绍博·本采 · 克韦什·乔鲍 · 内鲍尔德·哲尔吉 · 奥鲍伊·彼得 · 布伊多绍·伊姆赖                                                         | 法国（FRA） · 让-弗朗索瓦·拉穆尔 · 让-菲利普·多雷勒 · 弗兰克·迪谢 · Hervé Grainger-Veyron · 皮埃尔·吉绍                                                 |
| 1996 亚特兰大   | 俄罗斯（RUS） · 斯坦尼斯拉夫·波兹德尼亚科夫 · 格里戈里·基里延科 · 谢尔盖·沙里科夫                                                                     | 匈牙利（HUN） · 克韦什·乔鲍 · 瑙沃赖泰·约瑟夫 · 绍博·本采                                                                                         | 意大利（ITA） · 拉法埃洛·卡塞尔塔 · 路易吉·塔兰蒂诺 · 通尼·泰伦齐                                                                                       |
| 2000 悉尼       | 俄罗斯（RUS） · 谢尔盖·沙里科夫 · 阿列克谢·弗罗辛 · 斯坦尼斯拉夫·波兹德尼亚科夫                                                                       | 法国（FRA） · 马蒂厄·古尔丹 · 朱利安·皮耶 · 塞德里克·塞甘 · 达米安·图亚                                                                           | 德国（GER） · 登尼斯·鲍尔 · Wiradech Kothny · 亚历山大·韦伯                                                                                             |
| 2004 雅典       | 法国（FRA） · 朱利安·皮耶 · 达米安·图亚 · 加埃尔·图亚                                                                                                 | 意大利（ITA） · 阿尔多·蒙塔诺 · 詹皮耶罗·帕斯托雷 · 路易吉·塔兰蒂诺                                                                               | 俄罗斯（RUS） · 谢尔盖·沙里科夫 · Aleksey Dyachenko · 斯坦尼斯拉夫·波兹德尼亚科夫 · 阿列克谢·亚基缅科                                                   |
| 2008 北京       | 法国（FRA） · 尼古拉·洛佩 · 朱利安·皮耶 · 鲍里斯·桑松                                                                                                 | 美国（USA） · Tim Morehouse · Jason Rogers · Keeth Smart · James Williams                                                                         | 意大利（ITA） · 阿尔多·蒙塔诺 · 迭戈·奥基乌齐 · 詹皮耶罗·帕斯托雷 · 路易吉·塔兰蒂诺                                                                     |
| 2012 伦敦       | 韩国（KOR） · 具本佶 · 元禹宁 · 金政焕 · 吴恩锡 | 罗马尼亚（ROM） · 拉雷什·杜米特雷斯库 · 蒂贝留·多尔尼恰努 · 弗洛林·扎洛米尔 · 亚历山德鲁·西里采亚努                                               | 意大利（ITA） · 阿尔多·蒙塔诺 · 迭戈·奥基乌齐 · 路易吉·薩梅萊 · 路易吉·塔兰蒂诺                                                                         |
| 2016 里约热内卢 | 该届比赛未设立该项目 | 该届比赛未设立该项目 | 该届比赛未设立该项目 |
| 2020 东京       | 韩国（KOR） · 金政焕 · 吴尚旭 · 具本佶 · 金准镐 | 意大利（ITA） · 阿尔多·蒙塔诺 · 卢卡·库拉托利 · 恩里科·贝雷 · 路易吉·薩梅萊                                                                       | 匈牙利（HUN） · 西拉吉·阿龙 · 代奇·陶马什 · 绍特马里·翁德拉什 · 盖迈希·乔纳德                                                                           |
| 2024 巴黎       | 韩国（KOR） · 吴尚旭 · 具本佶 · 朴相元 (击剑运动员) · 都庆东                                                                                          | 匈牙利（HUN） · 西拉吉·阿龙 · 盖迈希·乔纳德 · 绍特马里·翁德拉什 · 劳布·克里斯蒂安                                                                 | 法国（FRA） · 塞巴斯蒂安·帕特里斯 · 马克西姆·皮昂费蒂 · 博拉代·阿皮蒂 · 让-菲利普·帕特里斯                                                              |

## 已取消项目

### 重剑业余及大师赛
| 届数      | 金牌                      | 银牌                      | 铜牌                  |
| 1900 巴黎 | 阿尔贝·阿亚 · 法国（FRA） | 拉蒙·丰斯特 · 古巴（CUB） | 莱昂·塞 · 法国（FRA） |

### 重剑大师赛
| 届数      | 金牌                      | 银牌                          | 铜牌                    |
| 1900 巴黎 | 阿尔贝·阿亚 · 法国（FRA） | 吉尔贝·布尼奥尔 · 法国（FRA） | 亨利·洛朗 · 法国（FRA） |

### 花剑大师赛
| 届数      | 金牌                              | 银牌                               | 铜牌                                 |
| 1896 雅典 | 列奧尼達斯·皮爾戈斯 · 希腊（GRE） | 若阿尼·佩罗内 · 法国（FRA）        | 未颁发                               |
| 1900 巴黎 | Lucien Mérignac · 法国（FRA）     | Alphonse Kirchhoffer · 法国（FRA） | Jean-Baptiste Mimiague · 法国（FRA） |

### 佩剑大师赛
| 届数      | 金牌                          | 银牌                          | 铜牌                          |
| 1900 巴黎 | 安东尼奥·孔特 · 意大利（ITA） | 伊塔洛·圣泰利 · 意大利（ITA） | 米兰·内拉利奇 · 奥地利（AUT） |

### 剑棍
| 届数          | 金牌                             | 银牌                           | 铜牌                        |
| 1904 圣路易斯 | 艾伯森·范佐·波斯特 · 美国（USA） | William O'Connor · 美国（USA） | William Grebe · 美国（USA） |

## 国家和地区奖牌榜
| 排名                      | 国家 / 地区                | 金牌 | 銀牌 | 銅牌 | 总计 |
| ------------------------- | -------------------------- | ---- | ---- | ---- | ---- |
| 1                         | 法国（FRA）                | 40   | 39   | 32   | 111  |
| 2                         | 意大利（ITA）              | 38   | 40   | 26   | 104  |
| 3                         | 匈牙利（HUN）              | 31   | 19   | 21   | 71   |
| 4                         | 苏联（URS）                | 13   | 12   | 14   | 39   |
| 5                         | 俄罗斯（RUS）              | 7    | 2    | 6    | 15   |
| 6                         | 韩国（KOR）                | 6    | 0    | 6    | 12   |
| 7                         | 波兰（POL）                | 4    | 8    | 7    | 19   |
| 8                         | 西德（FRG）                | 4    | 6    | 0    | 10   |
| 9                         | 古巴（CUB）                | 4    | 3    | 3    | 10   |
| 10                        | 比利时（BEL）              | 3    | 3    | 4    | 10   |
| 11                        | 日本（JPN）                | 3    | 3    | 0    | 6    |
| 12                        | 德国（GER）                | 3    | 2    | 6    | 11   |
| 13                        | 瑞典（SWE）                | 2    | 3    | 2    | 7    |
| 14                        | 中国（CHN）                | 2    | 3    | 0    | 5    |
| 15                        | 罗马尼亚（ROU）            | 2    | 1    | 3    | 6    |
| 16                        | 希腊（GRE）                | 2    | 1    | 2    | 5    |
| 17                        | 中国香港（HKG）            | 2    | 0    | 0    | 2    |
| 18                        | 美国（USA）                | 1    | 9    | 14   | 24   |
| 19                        | 瑞士（SUI）                | 1    | 2    | 3    | 6    |
| 20                        | 独联体（EUN）              | 1    | 2    | 1    | 4    |
| 21                        | 委内瑞拉（VEN）            | 1    | 0    | 0    | 1    |
| 21                        | 混合（ZZX）                | 1    | 0    | 0    | 1    |
| 23                        | 英国（GBR）                | 0    | 5    | 0    | 5    |
| 24                        | 俄罗斯奥林匹克委员会 (ROC) | 0    | 2    | 0    | 2    |
| 25                        | 奥地利（AUT）              | 0    | 1    | 3    | 4    |
| 26                        | 丹麦（DEN）                | 0    | 1    | 1    | 2    |
| 26                        | 埃及（EGY）                | 0    | 1    | 1    | 2    |
| 28                        | 东德（GDR）                | 0    | 1    | 0    | 1    |
| 28                        | 挪威（NOR）                | 0    | 1    | 0    | 1    |
| 28                        | 突尼斯（TUN）              | 0    | 1    | 0    | 1    |
| 31                        | 荷兰（NED）                | 0    | 0    | 5    | 5    |
| 32                        | 波希米亚（BOH）            | 0    | 0    | 2    | 2    |
| 32                        | 捷克（CZE）                | 0    | 0    | 2    | 2    |
| 32                        | 乌克兰（UKR）              | 0    | 0    | 2    | 2    |
| 35                        | 阿根廷（ARG）              | 0    | 0    | 1    | 1    |
| 35                        | 西班牙（ESP）              | 0    | 0    | 1    | 1    |
| 35                        | 德国联队（EUA）            | 0    | 0    | 1    | 1    |
| 35                        | 葡萄牙（POR）              | 0    | 0    | 1    | 1    |
| 总计（共38个国家 / 地区） | 总计（共38个国家 / 地区）  | 171  | 171  | 170  | 512  |